# Penicillium duclauxii
Penicillium duclauxii är en svampart som beskrevs av Delacr. 1892. Penicillium duclauxii ingår i släktet Penicillium och familjen Trichocomaceae.   Inga underarter finns listade i Catalogue of Life.